# Fred E. Ahlert
Fred E. Ahlert, född 19 september 1892, död 20 oktober 1953, var en amerikansk kompositör och låtskrivare. Hans sånger och låtar har blivit inspelade av ett flertal artister som  Louis Armstrong, Nat King Cole, Ella Fitzgerald, Frank Sinatra och Fats Waller. Han skrev musik som hans kompanjon Roy Turk sedan satte text på. Men Ahlert skrev även låtar med andra som Joe Young och Edgar Leslie.
Ahlert var en helgjuten New Yorkare hela livet; han föddes i staden och dog i den.
Några av hans kompositioner kan nämnas (med Roy Turk som textförfattare om inget annat anges):
- "I Don’t Know Why (I Just Do)"
- "I’ll Get By (As Long As I Have You)"
- "I'm Gonna Sit Right Down and Write Myself a Letter" (med Joe Young)
- "Love, You Funny Thing!"
- "Mean to Me"
- "Navy Blues"
- "Walkin' My Baby Back Home" – som Beppe Wolgers gjorde en svensk text på som blev "Sakta vi gå genom stan". Monica Zetterlund gjorde den känd.
- "Where The Blue Of the Night (Meets the Gold of the Day)"

Ahlert blev invald till "Songwriters Hall of Fame", 1970.

## Fotnoter
1. ↑  läst: 16 april 2020.[källa från Wikidata]
2. 1 2  SNAC, SNAC Ark-ID: w6n31c31, läs online, läst: 9 oktober 2017.[källa från Wikidata]
3. 1 2  International Music Score Library Project, IMSLP-ID: Category:Ahlert,_Fred, läst: 9 oktober 2017.[källa från Wikidata]
4. ↑  Musicalics, Musicalics kompositörs-ID: 84252, läst: 5 april 2022.[källa från Wikidata]